# Une affaire de principe
Pour plus de détails, voir Fiche technique et Distribution.
Une affaire de principe est un film dramatique franco-belge réalisé par Antoine Raimbault, sorti en 2024.
Tiré de faits réels passés en 2012 à Bruxelles, il a pour thème l'implication du député européen José Bové pour découvrir la vraie origine du limogeage suspect du commissaire européen à la santé, John Dalli. Le film est ainsi une enquête, mêlant thriller, complot et espionnage. Le réalisateur qualifie son film de « thriller de bureau ».
Il s'agit de l'adaptation du livre Hold-up à Bruxelles, les lobbies au cœur de l’Europe de José Bové,. Le 19 mai 2014, l'affaire a contribué à l'adoption par le Parlement européen de la directive sur les produits du tabac, avec notamment la création du paquet de cigarettes neutre.

## Synopsis
En 2012, le commissaire européen à la santé John Dalli est poussé à la démission de façon suspecte. Le député européen José Bové, aidé de son assistant parlementaire et de sa jeune stagiaire, mène une contre-enquête semée d'embûches qui va lui faire découvrir un complot des lobbies des géants du tabac au plus haut niveau des institutions européennes. Pour José Bové, cette enquête pour laver l'honneur d'un commissaire opposé à ses idées, est une « affaire de principe » : pour le respect de la règle, du droit et de la démocratie.

## Fiche technique
- Titre original : Une affaire de principe
- Réalisation : Antoine Raimbault
- Scénario : Antoine Raimbault et Marc Syrigas
- Photographie : Steeven Petitteville
- Montage : Jean-Baptiste Beaudoin
- Décors : Nicolas de Boiscuillé
- Costumes : Élise Ancion
- Musique : Grégoire Auger
- Son : Adrien Navez et Alek Goosse
- Production : Marc Bordure et Alexandre Mallet-Guy
- Sociétés de production : Agat Films & Cie - Ex Nihilo, Memento Production
- Société de distribution : Memento Distribution
- Pays de production :  France,  Belgique
- Langues originales : anglais et français
- Format : couleur — 1,85:1
- Genre : drame
- Durée : 95 minutes
- Dates de sortie :
  - France : 20 mars 2024 (Les Rencontres du Sud)[3] ; 1er mai 2024 (sortie nationale)

## Distribution
- Bouli Lanners : José Bové
- Thomas VDB : Fabrice (assistant parlementaire)
- Céleste Brunnquell : Clémence (stagiaire)
- Lisa Loven Kongsli : Emily
- Lisa Karlström : Inge
- Maurizio Marchetti : John Dalli
- Klaus Christian Schreiber : Martin Schulz
- Wim Willaert : Bart Staes
- Joaquim de Almeida : José Manuel Durão Barroso
- Vincenzo Amato : Giovanni Kessler
- Bernard Blancan : Michel
- Nicolas Vaude : Dany
- Béatrice de Staël : Michèle
- Arnmundur Björnsson : Johann Gabrielsson
- Didi Cederström : Cecilia Isaksson
- Maria de Medeiros : Lucia Monteiro
- Eric Soriano
- Borsu Guy : journaliste
- Luca Terracciano : Ewan Micaleff

## Production
Le tournage a lieu du 31 juillet au 20 octobre 2023 et se déroule à Strasbourg et à Bruxelles.

## Accueil

### Accueil critique
Selon Laurence Houot de France Télévisions, sur France Info : « Après Une intime conviction, son excellent premier film, ce deuxième long-métrage d'Antoine Raimbault, [est] une nouvelle réussite ».

### Box-office
| Pays ou région | Box-office | Date d'arrêt du box-office | Nombre de semaines |
| -------------- | ---------- | -------------------------- | ------------------ |
|                |            |                            |                    |

## Distinctions

### Nominations et sélections
- Les Rencontres du Sud (Avignon) 2024[3]
- Festival « Cycle écologie et mode de vie » de Dinan 2024[5]
- Festival du cinéma européen de Meyzieu 2024[6]